# Аньту
Аньту́ (кит. упр. 安图, пиньинь Āntú, кор. 안도) — уезд Яньбянь-Корейского автономного округа провинции Гирин (КНР).

## История
Уезд Аньту был образован в 1909 году. В связи с активностью Японии в Корее (аннексированной Японской империей в следующем году) в качестве названия уезда были взяты иероглифы «ань» («спокойствие») и «ту» (от названия реки Туманная, по которой проходила граница с Кореей), то есть название означало «Спокойствие на китайском берегу реки Туманная».
После Синьхайской революции уезд Аньту вошёл в состав провинции Фэнтянь, переименованной в 1929 году в Ляонин.
В 1931 году Маньчжурия была оккупирована Японией, создавшей в 1932 году марионеточное государство Маньчжоу-го. В 1934 году территория Маньчжоу-го была разделена на 12 провинций, и уезд Аньту вошёл в состав провинции Цзяньдао. В 1943 году провинция Цзяньдао была объединена с провинциями Муданьцзян и Дунъань в провинцию Объединённая Дунмань.
По окончании Второй мировой войны правительство Китайской республики осуществило административно-территориальный передел Северо-Востока, и уезд Аньту вошёл в состав провинции Сунцзян, а после её расформирования — в состав провинции Гирин. В 1952 году был создан Яньбянь-Корейский автономный район (с 1955 года — Яньбянь-Корейский автономный округ), и уезд Аньту вошёл в его состав.

## Административное деление
Уезд Аньту делится на 7 посёлков и 2 волости.